# Festival International de Jazz de Montréal

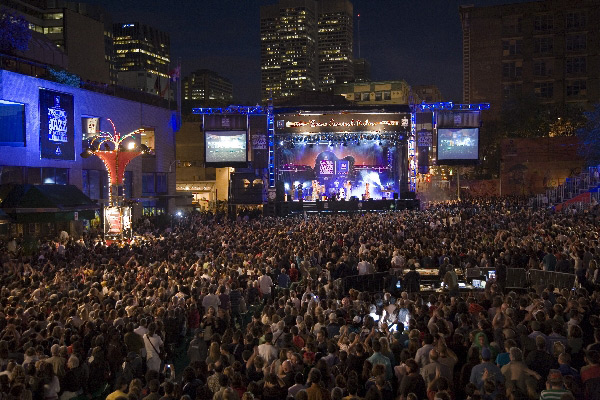
Festival International de Jazz de Montréal

Festival International de Jazz de Montréal (FIJM) nazywany również Montreal Jazz Festival lub The Jazz Fest, to największy festiwal muzyki jazzowej na świecie organizowany cororcznie w Montrealu w prowincji Quebec w Kanadzie. Początki tego wydarzenia artystycznego sięgają lat 70. XX wieku, pomysłodawcą festiwalu był Alain Simard. Podczas koncertów odbywających się w klubach lub otwartych plenerach występowali m.in. Chick Corea, Dave Brubeck, Muddy Waters, Chuck Berry, Bo Diddley czy John Lee Hooker.